# نوربرت هوبر
نوربرت هوبر (بالإيطالية: Norbert Huber)‏ هو متسابق على الجليد بمزلاجة إيطالي، ولد في 3 سبتمبر 1964 في برونيك في إيطاليا.

## وصلات خارجية
- نوربرت هوبر على موقع اللجنة الأولمبية الدولية (الإنجليزية)
- نوربرت هوبر على موقع أوليمبيديا (الإنجليزية)
- نوربرت هوبر على موقع اللجنة الأولمبية الإيطالية (الإيطالية)